# 零和思維
零和思維（Zero-sum thinking）又稱為零和偏見（Zero-sum bias），是個人認為情況就像一個零和博弈，一個人的收益將是另一個人的損失。

## 定義
該術語源於賽局理論。然而，與賽局理論概念不同之處是零和思維指的是心理結構。指個人對某種情況的主觀解釋。零和思維常用於 “你的收益是我的損失”（或者相反地，“我的損失是你的收益”）。
喬安娜·羅齊卡-特蘭（Joanna Różycka-Tran）將零和思維定義為：“社會關係中的常見信念，認為人與人之間有對抗性，基於大眾對以下假設：世界上存在有限數量的商品，其中一個人的獲勝使別人成為輸家，反之亦然……社會關係就像一個零和博弈，相信這概念的個人認為成功，特別是經濟上的成功，只有犧牲別人的失敗才有可能”。